# Sanité Bélair

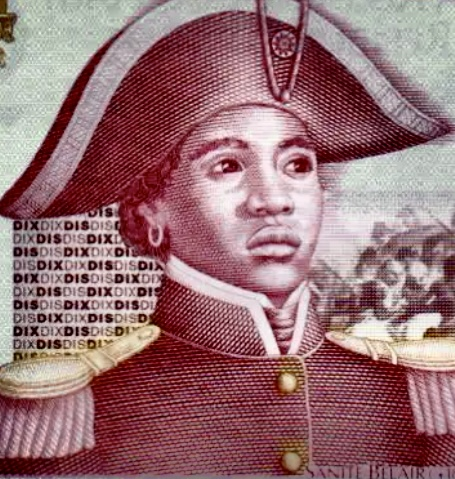
Sanité Belair en un billete de Haití.

Suzanne Bélair, llamada también Sanité Bélair (1781-5 de octubre de 1802), fue una revolucionaria haitiana, teniente en el ejército de Toussaint Louverture.
Nacida como una affranchi (esclava emancipada) en Verrettes (Haití), contrajo matrimonio con el comandante de brigada y luego general Charles Bélair en 1796. Fue una participante activa en la Revolución haitiana; fue sargento y luego teniente en el conflicto con las tropas francesas en la expedición de Saint-Domingue.

## Captura y ejecución
Perseguidos por la columna del ejército francés dirigida por Faustin Répussard, los Bélair se refugiaron en el departamento de Artibonito. Répussard lanzó un ataque sorpresa en Corail-Mirrault (Mermelada) y capturó a Sanité Bélair. Su marido se entregó para que no lo separaran de ella. Ambos fueron sentenciados a muerte: a él lo fusilarían, mientras que a ella, en razón de su sexo, la decapitarían. Sanité fue testigo de la ejecución de su esposo, donde él le dijo que muriera con valor; luego fue a su propia muerte con la misma calma que él, y se negó a usar una venda para los ojos. Durante su captura, cuando la amenazaron con la decapitación, aceptó una muerte honorable, con mosquete, y antes de que la amordazaran, gritó: “Viv libète! A ba esclavaj!” («¡Viva la libertad, abajo la esclavitud!»).
Pocos días después de sus ejecuciones, el 13 de octubre Alexandre Pétion, enterado del restablecimiento por los franceses de la esclavitud en Guadalupe, se sublevó en Haut du Cap.

## En la posteridad
Sanité Bélair está considerada como una de las heroínas de la Revolución haitiana. En 2004, su imagen fue impresa en el billete de diez gourdes, en la serie conmemorativa del bicentenario de Haití. Fue la única mujer presente en dicha serie, y la segunda mujer, luego de Catherine Flon, en ser representada en un billete haitiano.